# Nyizsnyij Novgorod-i metró
A Nyizsnyij Novgorod-i (orosz nyelven: Нижегородское метро) Oroszország Nyizsnyij Novgorod városában található metróhálózat. Mindössze két vonalból áll, a hálózat teljes hossza 21,6 km.
A vágányok 1520 mm-es nyomtávolságúak, az áramellátás harmadik sínből történik, a feszültség 825 V egyenáram. Éves utasforgalma 30 400 000 fő (2016). Üzemeltetője a MUP „Metro Nischni Nowgorod“ .
A forgalom 1985-ben indult el.